# Petri Pauli kyrka
Petri Pauli kyrka planerades av arkitekterna J. Brockman och G. F. von Veldten. Den stod färdig 1799. Alla lutherska församlingar använde tidigare den kyrka som sedan blev Viborgs landsförsamlings kyrka. Kyrkan invigdes till Sankt Paulus till dåvarande kejsar Paul I:s ära. Men som namn kom ändå Petrus Pauluskyrkan att användas.

## Utseende
Kyrkan representerar nyklassicismen, som var populär under slutet av 1700-talet. Den är en långkyrka med ett kupolförsett torn på ingångsgaveln. Tornet är nertill kvadratiskt men upptill försett med avfasade hörn, som dekoreras av korintiska pilastrar. Mellan pilastrarna finns öppna fält. 
På motsatt gavel bakom altaret finns en cirkelformad absid som ger ljus över altaret. Den mellersta delen av ingångsgaveln är något utdragen från huskroppen. Mitt på fasaden finns fyra joniska pilastrar. Mellan pilastrarna på båda sidorna om dörren finns nischer och upptill finns fönster mellan pilastrarna. Fasaden avslutas upptill med symbolen Guds förgyllda öga. På långsidorna finns separat ingångar med små tamburer. Fönstren är små och placerade i två rader.

## Invändigt
Kyrksalen har tre skepp, Läktare löper runt salen. Fem joniska pelare på vardera sidan om mittskeppet skiljer det från sidoskeppen. Över läktarna förvandlas pelarna till korintiska, som bär upp valvtaket. Orgelläktaren finns vid ingången. På båda sidor om huvudentrén finns trapphus till läktaren. På båda sidorna om koret finns också små kammare. Den ena fungerar som sakristia.
Den korsfäste Kristus är centralgestalt vid altaret. På båda sidorna finns tre korintiska pelare och på toppen av dessa änglar. Altaruppsättningen kröns av Guds öga utformat som gudssymbolen triangeln. Altaret planerades av generalen och senare Finlands generalguvernör Fabian Steinheil.

## Krigen
Kyrkan skadades inte nämnvärt under vinter- och Fortsättningskriget. Under mellankrigstiden försvann bland annat kyrkklockorna.

## I dag
Efter kriget fungerade kyrkan som klubb för marinen och som biograf. År 1990 grundades Viborgs församling under Ingermanlands evangelisk lutherska kyrka. Församlingen erhöll kyrkan 1991. Kyrkan har renoverats med frivilliga donationer och med stöd från Kyrkans Utlandshjälp i Finland.